# Hijas de su madre: Las Buenrostro
Hijas de su madre: Las Buenrostro es una película mexicana dirigida por Busi Cortés de 2005.

## Sinopsis
Las mujeres de la familia Buenrostro ocultan secretos desde enredos amorosos hasta el asesinato por piedad o por codicia. Las mujeres oriundas de Guanajuato se dedican a seducir a los hombres mayores de un asilo de ancianos para posteriormente casarse con ellos y después hacer todo lo posible para que mueran y así heredar sus fortunas. Todo parece marchar sobre ruedas hasta que la hija de una de las víctimas empieza a investigar a las maquiavélicas mujeres.
"En esta película, Busi Cortés ofrece una visión sui generis de la vejez, mujeres que se dedican a hacer justicia por mano propia. Si bien no es un filme del todo logrado, su gran valor es moverse en los terrenos del humor negro, al cual casi ninguna otra directora mexicana se ha atrevido a apostarle, y que bien valdría la pena que fuera más explorado".

## Reparto
- Lumi Cavazos como Aurora.
- Jesús Ochoa como Macario.
- Marina de Tavira como Tere.
- Plutarco Haza como Horacio.
- Ramón Barragán como Simón.
- Patricio Castillo como Vicente.
- Stephanie Durante como Alhelí.
- Evangelina Elizondo como Brígida.
- Luis Ferrer como Plácido.
- Rogelio Guerra como Mateo.
- Tony Marcin como Cuca.
- Carmina Martínez como Eduviges.
- Pilar Ixquic Mata como Violeta.
- Ana Ofelia Murguía como Doña Tere.
- Mercedes Pascual como Tais.[6][7]